# Marcella Place
Marcella Place, née le 23 avril 1959 à Long Beach (Californie), est une joueuse de hockey sur gazon américaine.

## Carrière
Marcella Place fait partie de l'équipe des États-Unis de hockey sur gazon féminin médaillée de bronze aux Jeux olympiques de 1984 à Los Angeles.